# Tamarind
Tamarind (lat. Tamarindus indica) je stablo iz porodice mahunarki. Rod Tamarindus je monotipičan (ima samo jednu vrstu).
Izvorno potječe iz tropske Afrike, naročito Sudana, gdje raste samoniklo. Uzgaja se naširoko u tropskim područjima Afrike, Azije, sjeverne Australije, Meksika i manje u Južnoj Americi. Najviše se uzgaja i jede u Meksiku i Južnoj Aziji. Tamarind je dugoživuće, srednje visoko, grmoliko stablo, koje dosegne visinu 12,1-18,3 metara. Listovi su zimzeleni, svijetlozelene boje, eliptična oblika. Obično su manji od 5 cm. Grane rastu iz središnje stabljike i često se orezivanjem dobije optimalna gustoća drva i lakše se bere voće. Noću, listovi su zatvoreni. Tamarind ima gotovo neprimjetno cvijeće s crvenim i žutim izduženim cvjetovima. Cvjetni pupovi su ružičasti i imaju četiri čaške, koje opadnu kada cvijet cvjeta. Stablo raste dobro na sunčanim mjestima, na zemljanoj podlozi, pjeskovitome i kiselome tlu. Jako je otporno na sušu i sol, koju donose vjetrovi iz obalnih područja.
Plod se koristi sirov, kuhan ili pripremljen na neki drugi način, ovisno o regiji i kulturi. Plod je duguljast, 12-15 cm dug i pokriven tvrdom smeđom ljuskom. Voće sadrži 1-12 ravnih, sjajnih smeđih sjemenki. Sjemenke koriste djeca u tradicionalnim igrama kao što su kineska dama (Kina), dakon (Java) i druge. Sjeme zadržava mogućnost klijanja nakon nekoliko mjeseci suše. Tamarind je slatko-kiselog okusa, sadrži mnogo kiseline, šećer, vitamin B i kalcij. To je tropska vrsta, osjetljiva na mraz. Deblo se sastoji od tvrde, tamnocrvene srži i mekšega, žućkasto-bijeloga stabla. Odraslo stablo može dati do 175 kg voća godišnje.